# 낙동강물환경연구소
낙동강물환경연구소(洛東江물環境硏究所)는 낙동강 수계의 하천·호소 등 공공수역의 오염방지에 관한 조사·연구 및 기술개발 업무를 분장하는 국립환경과학원의 소속기관이다. 또한 2002년 8월 8일에 발족하였으며, 경상북도 고령군 다산면 평리1길 24에 위치해 있다. 그리고 낙동강물환경연구소의 소장은 공업연구관·농업연구관·임업연구관·보건연구관 또는 환경연구관으로 보한다.

## 직무
- 유역 내 하천 및 호소의 수질오염 특성에 관한 조사·연구
- 유역 내 하천 및 호소의 수질오염물질 배출원에 대한 정밀조사
- 유역 내 수질오염사고 대응 및 원인규명에 대한 조사·연구
- 유역 내 상수원 보호 및 수질개선을 위한 조사·연구
- 수계에 서식하는 조류의 분포 및 발생제어에 관한 조사·연구
- 수계 특성에 따른 오염지표생물 분포의 조사·연구
- 자연공법을 이용한 하천정화에 관한 기술개발
- 수질오염총량제도 시행을 위한 하천특성 및 유량 조사·연구
- 수계의 환경생태에 대한 홍보 및 교육
- 물환경측정망 운영에 관한 사항

## 연혁
- 1988년 12월 31일: 국립환경연구원 소속으로 호소수질연구소 설치.
- 1999년 5월 4일: 낙동강수질검사소로 개편.
- 2002년 8월 8일: 낙동강물환경연구소로 개편.
- 2005년 7월 22일: 국립환경과학원 소속으로 변경.

## 관할구역
- 부산광역시
- 대구광역시
- 울산광역시
- 경상북도
- 경상남도[1]